# Supreme Court of Texas

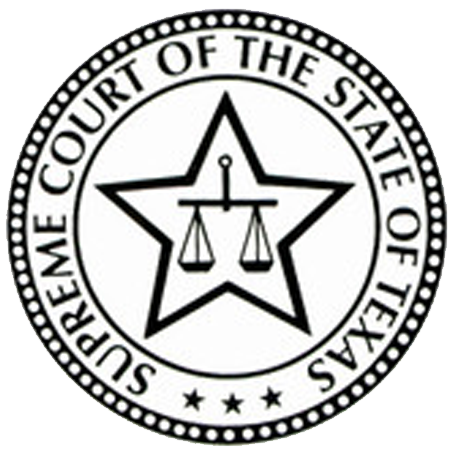
Siegel des Supreme Court of Texas

Der Supreme Court of Texas ist das höchste Gericht des US-Bundesstaates Texas. Es ist die letzte Instanz für alle Rechtsstreitigkeiten mit Bezug auf das Recht des Bundesstaates. Außerdem ist es Aufsichtsbehörde für die Rechtsanwaltszulassung in Texas und überwacht die Anwaltskammer. Sitz des Texas Supreme Court ist Austin.
Das Gericht besteht aus einem Spruchkörper mit einem Chief Justice und acht weiteren Richtern. Die Richter werden jeweils für sechs Jahre gewählt. Wird ein Sitz während dieser Zeit frei, kann der Gouverneur von Texas einen Ersatz für den Rest der Amtszeit ernennen. Dieser Ersatz muss durch den Senat von Texas bestätigt werden. Richter müssen mindestens 35 Jahre alt sein und zuvor mindestens zehn Jahre als Anwälte oder Richter Recht praktiziert haben.

## Derzeitige Richter
- Nathan Hecht (Chief Justice, seit 2013)
- Jimmy Blacklock
- Debra Lehrmann
- John P. Devine
- Paul W. Green
- Jane Bland
- Jeffrey S. Boyd
- J. Brett Busby
- Evan Young